# Michel Rovelas
Michel Rovélas, né en 1938 à Capesterre-Belle-Eau (Guadeloupe) est un peintre, sculpteur et illustrateur français.

## Biographie
Michel Rovélas expose ses œuvres à Paris de 1963 à 1968 où il vit alors. Il rentre en Guadeloupe en 1969 et fonde une école de peinture à Pointe-à-Pitre en 1972.
Entre 1976 et 1982 il crée la Galerie Igha-Igha à Pointe-à-Pitre, reçoit plusieurs commandes publiques pour le bicentenaire du Lycée Carnot et pour le Centre d'Art Contemporain Guadeloupéen. En 1983, il crée l'association GREPAC (Groupe de recherche, d'enseignement et de promotion de l'art contemporain).
Depuis 2009, le prix Michel-Rovelas organisé par le rectorat de l’Académie de la Guadeloupe a pour ambition de participer à l'éveil aux arts plastiques des enfants.

## Œuvres

### Fresques
- Panneaux mureaux pour le bicentenaire du lycée Carnot
- Peintures monumentales, 1990, L'Inserm de Pointe-à-Pitre

### Sculptures
- Douvan jou a jôdi la ou Les Matins du présent, rond-point de la marina de la ville du Gosier (Guadeloupe)[2]
- René Toribio, 1991, buste en bronze pour la ville de Lamentin (Guadeloupe)
- Deux sculptures monumentales, 1991, pour la ville de Lamentin
- L'esclave Gertrude, statue, à Petit-Bourg.

### Ouvrages illustrés
- Western, ciné-poème guadeloupéen de Max Jeanne, L'Harmattan, 1978[3]
- Rékòt - Brisures de mots de Max Rippon, Édition Jasor, 1995[4]
- Pawol fonn kè (recueil de poésie) de Claude Danican[5]

## Salons
- Première Biennale de Cuba, La Havane
- Salon international d'art contemporain, Strasbourg, 1995

## Expositions
Expositions personnelles
- Galerie Soulanges à Paris, 1967
- Musée d'art moderne de Porto Rico, 1971
- Musée d'art moderne de Saint-Domingue (République dominicaine), 1973
- Ottawa (Canada), 1989
- Musée d'art moderne de Port of Spain Trinidad, 1993
- New York, 1993
- Corée du Sud, 1995
- Port-au-Prince (Haïti), 1996

Expositions collectives
- Carifesta, Jamaïque, 1976
- Outre-mer à Paris
- Carifesta, Ile de La Barbade, 1983
- Carifesta de Cuba, 1984
- « Peinture du monde noir », représentant officiel de la Guadeloupe au colloque Art et monde noir, les artistes face au monde blanc, Centre Pompidou, Paris, 1985
- Groupe New Orléans aux USA, 1987
- Exposition collective sur le thème du sport à l'occasion des Jeux olympiques de Barcelone, 1992
- Manif 95, 1995
- Foire internationale d'art contemporain, à Séoul, Centre des arts de Séoul, 1995
- « Le Génie créole », Le Monde de l'Art, Paris, 1995
- Michel Rovelas expose individuellement tous les deux ans, depuis 1970, au Centre des Arts de Pointe-à-Pitre.